# 95號州際公路
95号州际公路（英語：Interstate 95，简称I-95）是美国州际公路系统的一部份，共计跨越15州，（以及在穿越波托马克河时在华盛顿哥伦比亚特区短暂伸展）——比任何其他州际公路都多；95号州际公路是美国东岸的交通大动脉，位于东北部的路段更是因为大量的使用量而被称为「东北走廊」。北起缅因州与加拿大的边界上，南在佛罗里达州迈阿密与美国国道1号相连，大体上与大西洋岸平行，全长1,908英里（3,071公里），是系统中第六长的州际公路，也是南北线最长的州际公路。95号州际公路形成于1957年，用以取代不堪交通负荷的美国国道1号，最早的路段（包括一些收费路段）的完工时间甚至比州际公路系统的诞生还要早，是州际公路系统最古老的路线之一。
在宾夕凡尼亚州和纽泽西州交界附近，必须使用别的联络道路，这段路原预计于2014年完成（宾州收费公路／95号州际公路交流道计划），至2018年9月22日方正式通车。

## 卡罗莱纳地区

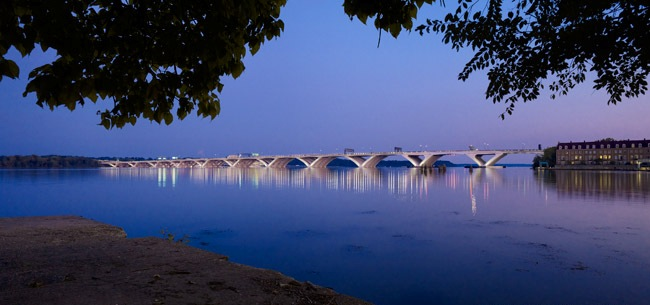
伍德罗·威尔逊桥，华盛顿特区

## 特拉華州、宾夕凡尼亚州、纽泽西州、纽约州段
95号州际公路经过巴尔的摩后进入德拉瓦州并开始收费。特拉華州段于1963年通车，原本称为特拉華收费公路（Delaware Turnpike），在甘迺迪总统被刺杀后，与巴尔的摩以北的I-95合并改称为约翰·F·甘迺迪纪念公路（John F. Kennedy Memorial Highway），北端设在特拉華州威尔明顿南边与295号州际公路的交会点。 1991年改为仅北向收费。这段公路是特拉華州交通流量最大的公路。
95号州际公路在穿过威尔明顿后，沿河西岸进入费城，由史卡德瀑布大桥跨河进入特伦顿。I-95在这附近曾經有一段未完工的路段，公路往北在特伦顿北边中止，但自特伦顿南边的宾州收费公路终点继续北行。目前的路线是自费城取道I-95北行进入295号州际公路，由60A出口接上195号州际公路至纽泽西收费公路的7A出口（95号州际公路纽泽西段6号出口）。在2014年宾州收费公路／95号州际公路交流道专案计划完工之后，I-95将改道由目前的276号州际公路接至纽泽西段。目前I-95在276号州际公路以北与I-295在195号州际公路以北的路段则将改编为195号。
95号州际公路沿纽泽西收费公路穿过纽泽西州，由乔治华盛顿大桥跨过哈德逊河进入纽约市。I-95穿过上曼哈顿、布朗克斯、西彻斯特郡后进入康乃狄克州。

## 新英格兰段
95号州际公路经过沿海康涅狄格州。在纽约和纽黑文的之间常常有塞车，也是7号美国国道的起点。在马萨诸塞州，95号州际路环绕波士顿，通过波士顿的市郊。

## 里程及经过主要城市
| 所经州份     | 所经州份     | 里程数 | 里程数   | 所经主要都市 （粗体化的城镇为使用在交通标志上的正式指定定点城市）    |
| 所经州份     | 所经州份     | 英里   | 公里     | 所经主要都市 （粗体化的城镇为使用在交通标志上的正式指定定点城市）    |
| ------------ | ------------ | ------ | -------- | -------------------------------------------------------------------- |
| 佛罗里达州   | 佛罗里达州   | 382.17 | 615.04   | 迈阿密、罗德岱堡、西棕榈滩、圣露西港、墨尔本、地通拿海滩、杰克逊维尔 |
| 喬治亞州     | 喬治亞州     | 112.03 | 180.29   | 布朗斯维克、薩凡納                                                   |
| 南卡罗莱纳州 | 南卡罗莱纳州 | 198.76 | 319.87   | 佛罗伦斯                                                             |
| 北卡罗莱纳州 | 北卡罗莱纳州 | 181.71 | 292.43   | 法叶维尔、班森、岩石山                                               |
| 維吉尼亞州   | 維吉尼亞州   | 178.73 | 287.64   | 彼得斯堡、里士满、亚历山卓                                           |
| 华盛顿特区   | 华盛顿特区   | 0.07   | 0.11     | 华盛顿特区                                                           |
| 马里兰州     | 马里兰州     | 109.05 | 175.50   | 巴尔的摩                                                             |
| 德拉瓦州     | 德拉瓦州     | 23.43  | 37.71    | 纽华克、威尔明顿                                                     |
| 宾夕凡尼亚州 | 宾夕凡尼亚州 | 51.08  | 82.21    | 却斯特、费城                                                         |
| 纽泽西州     | 主線         | 77.96  | 125.46   | 特伦顿、新布朗斯维克、紐華克                                         |
| 纽泽西州     | 特伦顿地区   | 8.77   | 14.11    | 特伦顿、新布朗斯维克、紐華克                                         |
| 纽泽西州     | 西向联络道   | 11.03  | 17.75    | 特伦顿、新布朗斯维克、紐華克                                         |
| 纽泽西州     | 全长         | 97.76  | 157.33   | 特伦顿、新布朗斯维克、紐華克                                         |
| 纽约州       | 纽约州       | 23.50  | 37.82    | 纽约市                                                               |
| 康乃狄克州   | 康乃狄克州   | 111.57 | 179.55   | 史丹福、橋港、纽黑文、新倫敦                                         |
| 罗德島州     | 罗德島州     | 43.30  | 69.68    | 普洛威登斯                                                           |
| 麻萨诸塞州   | 麻萨诸塞州   | 91.95  | 147.98   | 波士顿                                                               |
| 新罕布夏州   | 新罕布夏州   | 16.20  | 26.07    | 朴茨茅斯                                                             |
| 缅因州       | 缅因州       | 303.20 | 487.95   | 基特里、波特兰、奥古斯塔、班戈 、霍尔顿                              |
| 全长         | 全长         | 1,925  | 3,097.99 |                                                                      |